# T. J. Bell
Timothy Peter „T. J“ Bell (* 25. August 1980 in Sparks) ist ein US-amerikanischer Autorennfahrer.

## Karriere als Rennfahrer

### Frühe Jahre
Timothy Bell begann seine Karriere im Kartsport. Bereits mit acht Jahren bestritt er seine ersten Kartrennen und wechselte 1997 in den Monopostosport. Er fuhr in der F2000 Championship Series und der U.S. F2000 National Championship, zwei US-amerikanischen Nachwuchsserien. 2000 folgte der Auf- und Umstieg in die Formel Atlantic. Die US-amerikanische Meisterschaft 2000 (Meister Buddy Rice) beendete er als Gesamtelfter, 2001 beendete er die Rennsaison an derselben Stelle der Endwertung (Meister diesmal Hoover Orsi).

### Sportwagenrennen
2002 unterschrieb Bell einen Fahrervertrag bei Ascari Cars. Der britische Sportwagenbauer meldete Rennteams mit Bell als einem der Fahrer beim 24-Stunden-Rennen von Daytona, dem 12-Stunden-Rennen von Sebring und dem 24-Stunden-Rennen von Le Mans. Beim Rennen in Daytona waren Werner Lupberger und Harri Toivonen, die Fahrerpartner im Ascari KZR-1. Das Rennen endete für das Trio nach 429 gefahrenen Runden durch einen Motorschaden. In Sebring fuhr er gemeinsam mit Lupberger und dem Dänen Kristian Kolby an die 27. Stelle der Gesamtwertung. In Le Mans kam zu Lupberger Ben Collins ins Team. Diesmal war ein Unfall der vorzeitige Ausfallsgrund.

### NASCAR
2003 begann Bell’s NASCAR-Karriere. Erste Einsätze hatte er in der Camping World Truck Series, wo er in den folgenden 12 Jahren auf 106 Rennstarts kam. Unteren anderen war er bei Roush Fenway Racing engagiert und erreichte bei seinen 106 Starts 13 Top-Ten-Platzierungen. Zwischen 2005 und 2016 fuhr er 69 Rennen in der Xfinity Series, der zweithöchsten Rennserie der NASCAR. Sein Debüt in der Monster Energy NASCAR Cup Series, der ersten Klasse der NASCAR, gab er 2011 beim Bojangles’ Southern 500 am Darlington Raceway. Beim selben Rennen hatte er 2015 seinen bisher letzten Einsatz in dieser Serie. Top-Ten-Platzierungen konnte er bisher weder in der Xfinity noch in der Cup-Series erreichen.

## Statistik

### Le-Mans-Ergebnisse
| Jahr | Team        | Fahrzeug     | Teamkollege | Teamkollege      | Platzierung | Ausfallgrund |
| ---- | ----------- | ------------ | ----------- | ---------------- | ----------- | ------------ |
| 2002 | Ascari Cars | Ascari KZR-1 | Ben Collins | Werner Lupberger | Ausfall     | Unfall       |

### Sebring-Ergebnisse
| Jahr | Team        | Fahrzeug     | Teamkollege    | Teamkollege      | Platzierung | Ausfallgrund |
| ---- | ----------- | ------------ | -------------- | ---------------- | ----------- | ------------ |
| 2002 | Team Ascari | Ascari KZR-1 | Kristian Kolby | Werner Lupberger | Rang 27     |              |